# Nikolaj Il'ič Kamov
Nikolaj Il'ič Kamov in russo Николай Ильич Камов? in cirillico (Irkutsk, 14 settembre 1902, 1º settembre del calendario giuliano – Mosca, 24 novembre 1973) è stato un ingegnere aeronautico sovietico, capo dell'OKB Kamov.

## Biografia

Logo della compagnia Kamov.

A 16 anni si iscrisse all'Università Tecnologica di Tomsk, nella Siberia Occidentale. Si è laureato nel 1923 dopo cinque anni di studi alla facoltà di scienze meccaniche, il più giovane laureato in ingegneria nella storia di quell'ateneo. Nel 1929 ha creato il primo autogiro sovietico, il Kaskr-1 (in italiano: Ingegnere rosso). Nel 1935 è fu creato l'autogiro A-7 impegnato nell'Armata Rossa durante la Seconda guerra mondiale. Nel 1940 Kamov è diventato il costruttore generale degli elicotteri sovietici.
Nikolaj Kamov è stato insignito del premio eroe del lavoro socialista (1972), del premio di Stato dell'URSS (1972), ed è stato nominato professore di scienze tecniche nel 1962. Dal 1943 Kamov è stato membro del Comitato centrale del PCUS. La fabbrica degli elicotteri di Uchta porta il suo nome dal 1992.